# 矢合町
矢合町（やわせちょう）は、愛知県稲沢市の地名。

## 地理

### 河川・池沼
- 三宅川

### 交通
- 愛知県道67号名古屋祖父江線
- 愛知県道65号一宮蟹江線
- 愛知県道121号津島稲沢線
- 東海道新幹線

### 施設
- 尾張国分寺跡
- 鈴置神社
- 稲沢市セミナーハウス
- 矢合自由広場
- ひまわり園
- 矢合の杜
- 矢合団地
- 稲沢市立国分小学校
- 矢合観音
- 市神社
- 矢合城跡
- 尾張国分寺
- 三島社

- 矢合観音
- 尾張国分寺
- 三島社
- 三社

### 字一覧
- 秋葉屋敷（あきばやしき）[WEB 6]
- 市神東（いちがみひがし）[WEB 6]
- 市神前（いちがみまえ）[WEB 6]
- 壱本松（いつぽんまつ）[WEB 6]
- 亥ノ下（いのした）[WEB 6]
- 内廻間（うちはざま）[WEB 6]
- 浦ノ田（うらのた）[WEB 6]
- 江向（えむかえ）[WEB 6]
- 押出し（おしだし）[WEB 6]
- 喜蔵屋敷（きぞうやしき）[WEB 6]
- 紺屋浦（こんやうら）[WEB 6]
- 五十歩（ごじゆうぶ）[WEB 6]
- 五歩一（ごぶいち）[WEB 6]
- 三吉跡（さんきちあと）[WEB 6]
- 椎ノ木（しいのき）[WEB 6]
- 城跡（しろあと）[WEB 6]
- 定井（じようい）[WEB 6]
- 鈴置西（すずおきにし）[WEB 6]
- 鈴置東（すずおきひがし）[WEB 6]
- 外廻間（そとはざま）[WEB 6]
- 高畑（たかばた）[WEB 6]
- 高松（たかまつ）[WEB 6]
- 大塚（だいづか）[WEB 6]
- 長畑（ちようばた）[WEB 6]
- 辻初（つじはじめ）[WEB 6]
- 寺浦（てらうら）[WEB 6]
- 寺田（てらだ）[WEB 6]
- 留道（とまりみち）[WEB 6]
- 豊穂（とよほ）[WEB 6]
- 中椎ノ木（なかしいのき）[WEB 6]
- 七々代（ななだい）[WEB 6]
- 縄境（なわざかい）[WEB 6]
- 西廻間（にしはざま）[WEB 6]
- 番切（ばんきり）[WEB 6]
- 東浦（ひがしうら）[WEB 6]
- 三島前（みしままえ）[WEB 6]
- 三島屋敷（みしまやしき）[WEB 6]
- 宮西（みやにし）[WEB 6]
- 宮屋敷（みややしき）[WEB 6]
- 盲辻（めくらつじ）[WEB 6]
- 面棒堀（めんぼぼり）[WEB 6]
- 山屋敷（やまやしき）[WEB 6]
- 横手（よこて）[WEB 6]
- 吉花（よしはな）[WEB 6]

## 歴史

### 沿革
- 1889年（明治22年） - 中島郡矢合村が同郡国分村大字矢合となる[1]。
- 1892年（明治25年） - 国分尋常小学校が開校[1]。
- 1906年（明治39年） - 明治村大字矢合となる[1]。
- 1943年（昭和18年） - 矢合郵便局が開局[1]。
- 1955年（昭和30年） - 稲沢町大字矢合となる[1]。
- 1958年（昭和33年） - 稲沢市矢合町となる[1]。

### 人口の変遷
国勢調査による人口および世帯数の推移。
| 1995年（平成7年）  | 465世帯 1793人 |  |
| 2000年（平成12年） | 505世帯 1854人 |  |
| 2005年（平成17年） | 521世帯 1834人 |  |
| 2010年（平成22年） | 524世帯 1736人 |  |
| 2015年（平成27年） | 550世帯 1703人 |  |
| 2020年（令和2年）  | 546世帯 1573人 |  |

### WEB
1. ↑  “愛知県稲沢市の町丁・字一覧”.   人口統計ラボ. 2023年5月5日閲覧。
2. 1 2  総務省統計局 (2022年2月10日). “令和2年国勢調査の調査結果(e-Stat) - 男女別人口，外国人人口及び世帯数－町丁・字等” (CSV). 2023年8月2日閲覧。
3. ↑  “読み仮名データの促音・拗音を小書きで表記するもの(zip形式) 愛知県” (zip).   日本郵便 (2024年2月29日). 2024年3月26日閲覧。
4. ↑  “市外局番の一覧” (PDF).   総務省 (2022年3月1日). 2022年3月22日閲覧。
5. ↑  “ナンバープレートについて”.   一般社団法人愛知県自動車会議所. 2024年1月21日閲覧。
6. 1 2 3 4 5 6 7 8 9 10 11 12 13 14 15 16 17 18 19 20 21 22 23 24 25 26 27 28 29 30 31 32 33 34 35 36 37 38 39 40 41 42 43 44  “愛知県稲沢市矢合町の住所一覧”.   ゼンリン. 2024年6月4日閲覧。
7. ↑  総務省統計局 (2014年3月28日). “平成7年国勢調査の調査結果(e-Stat) - 男女別人口及び世帯数 －町丁・字等” (CSV). 2021年7月20日閲覧。
8. ↑  総務省統計局 (2014年5月30日). “平成12年国勢調査の調査結果(e-Stat) - 男女別人口及び世帯数 －町丁・字等” (CSV). 2021年7月20日閲覧。
9. ↑  総務省統計局 (2014年6月27日). “平成17年国勢調査の調査結果(e-Stat) - 男女別人口及び世帯数 －町丁・字等” (CSV). 2021年7月21日閲覧。
10. ↑  総務省統計局 (2012年1月20日). “平成22年国勢調査の調査結果(e-Stat) - 男女別人口及び世帯数 －町丁・字等” (CSV). 2021年7月21日閲覧。
11. ↑  総務省統計局 (2017年1月27日). “平成27年国勢調査の調査結果(e-Stat) - 男女別人口及び世帯数 －町丁・字等” (CSV). 2021年7月21日閲覧。

### 書籍
1. 1 2 3 4 5 6  「角川日本地名大辞典」編纂委員会 1989, p. 1382.